# 873

## Události
- Metoděj vězněn na území Bavorska
- velký hladomor na území západní Evropy

## Úmrtí
- Alkindus

## Hlavy státu
- České knížectví – Bořivoj I.
- Velkomoravská říše – Svatopluk I.
- Papež – Jan VIII.
- Anglie – Alfréd Veliký
- Skotské království – Konstantin I.
- Východofranská říše – Ludvík II. Němec
- Západofranská říše – Karel II. Holý
- První bulharská říše – Boris I.
- Kyjevská Rus – Askold a Dir
- Byzanc – Basileios I.
- Svatá říše římská – Ludvík II. Němec